# 성난 물고기
《성난 물고기》는 EBS 1TV에서 2017년 3월 17일부터 2018년 2월 23일까지 금요일 밤 11시 35분에 방송된 다큐멘터리 프로그램이다.

## 방송 시간
| 방송 채널        | 방송 기간                         | 방송 시간                           |
| ---------------- | --------------------------------- | ----------------------------------- |
| EBS 1TV 본방송   | 2017년 3월 17일 ~ 2018년 1월 26일 | 매주 금요일 밤 11:35 ~ 12:25 (50분) |
| EBS 1TV 본방송   | 2018년 2월 9일 ~ 2018년 2월 23일  | 매주 금요일 밤 11:35 ~ 12:25 (50분) |
| EBS 1TV 본방송   | 2018년 2월 2일                    | 매주 금요일 밤 12:25 ~ 1:15 (50분)  |
| EBS 1TV 본방송   | 2018년 3월 2일 ~ 2018년 4월 20일  | 매주 금요일 저녁 7:50 ~ 8:40 (50분) |
| EBS 1TV 재방송   | 2017년 3월 18일 ~ 2017년 4월 22일 | 매주 토요일 저녁 6:30 ~ 7:20 (50분) |
| EBS 1TV 재방송   | 2017년 4월 29일 ~ 2017년 8월 26일 | 매주 토요일 밤 8:15 ~ 9:05 (50분)   |
| EBS 1TV 재방송   | 2017년 9월 3일 ~ 2018년 2월 25일  | 매주 일요일 밤 8:15 ~ 9:05 (50분)   |
| EBS 1TV 전주재방 | 2017년 8월 29일 ~ 2018년 4월 24일 | 매주 화요일 낮 1:40 ~ 2:30 (50분)   |

## 내레이션
- 윤주상

## 동시간대 경쟁 프로그램
- 인생술집 (TVN)
- 콘서트 7080 (KBS 1TV)